# I. e. 235
Évszázadok: i. e. 4. század – i. e. 3. század – i. e. 2. század
Évtizedek: i. e. 280-as évek – i. e. 270-es évek – i. e. 260-as évek – i. e. 250-es évek – i. e. 240-es évek – i. e. 230-as évek – i. e. 220-as évek – i. e. 210-es évek – i. e. 200-as évek – i. e. 190-es évek – i. e. 180-as évek
Évek: i. e. 240 – i. e. 239 – i. e. 238 – i. e. 237 –  i. e. 236 – i. e. 235 – i. e. 234 – i. e. 233 – i. e. 232 – i. e. 231 – i. e. 230

## Események

### Hellenisztikus birodalmak
- Megalopolisz és Kleonai csatlakozik az Akháj Szövetséghez. Megalopolisz türannosza, Lüdiadész lemond pozíciójáról és a továbbiakban a sziküóni Aratosszal felváltva látja el a szövetség sztratégoszi feladatait. Az Argosz elleni háború nem jár sikerrel, bár a város türannosza, Arisztipposz csatában elesik.
- Meghal II. Leónidasz spártai király. Helyét III. Kleomenész veszi át, aki folytatja IV. Agisz reformpolitikáját.

### Róma
- Titus Manlius Torquatust és Caius Atilius Bulbust választják consulnak. Torquatus a város történetében először záratja be Ianus templomának kapuját, jelezve, hogy Róma senkivel sem áll háborúban.
- Először mutatják be Cnaeus Naevius színműíró és költő egyik drámáját.

## Születések
- Ellalan, a sri-lankai Anuradhapura Királyság uralkodója

## Halálozások
- II. Leónidasz, spártai király
- Lü Pu-vej, a kínai Csin állam kancellárja

## Fordítás
- Ez a szócikk részben vagy egészben  a(z)   235 v. Chr. című német Wikipédia-szócikk ezen változatának fordításán alapul.  Az eredeti cikk szerkesztőit annak laptörténete sorolja fel. Ez a jelzés csupán a megfogalmazás eredetét és a szerzői jogokat jelzi, nem szolgál a cikkben szereplő információk forrásmegjelöléseként.